# Casa-fàbrica Francesc Ribas
La casa-fàbrica Francesc Ribas era un conjunt d'edificis situats als carrers de Sant Pere més Alt i de la Victòria de Barcelona, actualment desapareguts, si bé se'n conserva un edifici d'habitatges al carrer de Sant Pere Mitjà, al que li correspon la categoria D (bé d'interès documental) atorgada per defecte a tots els edificis del districte de Ciutat Vella.

## Història
Francesc Ribas i Prous es va iniciar com a soci i ajudant tècnic a la fàbrica d'indianes que Josep Canaleta i Poch va establir el 1753 al carrer de Sant Pere Més Alt sota la raó social Josep Canaleta i Cia. El 1766, encoratjat pel mateix Canaleta, fundà la companyia Francesc Ribas i Cia, amb un capital de 4.000 lliures, i tenia com a socis els germans Pau i Marià Illa, fabricants, i Joaquim de Roca i Batlle, fill d'un botiguer de Vilafranca del Penedès i emparentat amb la seva esposa Josepa, filla de Miquel Formentí, comerciant matriculat i reputat membre del gremi de teixidors de seda o «velers». L'empresa es dedicaria a la manufactura de mocadors estampats a la «xinesca», per a la qual cosa el 1769 va obtenir un privilegi reial.
Josep Canaleta morí el 1768, i a causa dels desacords amb el seu nebot i hereu Joan Canaleta i Font, el setembre del 1769 adquirí a Francesc Trias i Oliver, oficial de la Tresoreria General de l'Exèrcit i Principat de Catalunya, una casa amb un hort annex als carrers de Sant Pere més Alt i de les Romagueres (actualment Victòria) per 6.500 lliures, on va instal·lar la seva pròpia fàbrica, just al costat de la del seu sogre. Les obres foren realitzades pel mestre de cases Antoni Pardinas, i el fuster Magí Enrich, que també s'encarregaren del prat de blanqueig a Sant Martí de Provençals, en unes terres agrícoles que havia adquirit a la mateixa època, i que l'octubre del 1776 va patir una inundació pel desbordament del riu Besòs a causa d'uns forts aiguats.
El seu primogènit Francesc Ribas i Formentí morí el 1774, i entre aquesta data i 1778, Ribas va participar en la fundació i gestió de la companyia Ribas, Ramon, Vicenç i Cia, que fabricava pintados ordinarios, inferiors als lienzos y algodones superfinos de la seva fàbrica, i el 1789, en la de fàbrica d'indianes Francesc Ribas menor i Cia. Entre els mesos de maig a setembre del 1778, també va provar fortuna amb els bombasís muy finos, però la iniciativa va fracassar perquè eren massa cars i, finalment, els va haver de vendre a preu de saldo. A finals del mateix any, s'incorporà a la societat el seu gendre Josep Formentí, amb una aportació de 5.000 lliures, i l'abril del 1781, entrà com a soci el seu fill segon Miquel Ribas i Formentí, amb 4.000 lliures prestades pel seu pare. El 1783 augmentà el nombre de telers a 25, i el 1784, Francesc Ribas (que ostentava el càrrec de director de la Companyia de Filats) va llogar un magatzem a la «Casa del Domer» del monestir de Sant Pere de les Puel·les, contigua a la fàbrica.
El 1796, l'hereu Miquel Ribas i Formentí va casar la seva filla Isabel Ribas i Mestres amb Gabriel Francesc Colom i Tarrés, fill del comerciant Gabriel Colom i Llansó. Francesc Ribas i Prous li va proporcionar un dot de 8.000 lliures en metàl·lic i 2.000 més amb dues calaixeres de roba. A la mort d'aquest darrer el 1799, la fàbrica va continuar sota la raó social Vídua de Francesc Ribas menor, Miquel Manresa i Cia, amb Miquel Ribas com a fabricant, que el 1803, va demanar permís per a ampliar la casa-fàbrica amb un nou edifici al carrer de la Victòria. Des del 1804, potser per la mort de Josepa Formentí, la companyia es denominà Francesc Ribas i Hereu, i a la mort de Miquel Ribas el 1807, la vídua Antònia Mestres va continuar el negoci sota el nom de Vídua de l'hereu de Francesc Ribas i Cia, amb l'ajut del seu fill Francesc Ribas i Mestres.
A causa de la crisi provocada per la Guerra del Francès, la fàbrica va fer fallida el 1811, i es va haver de vendre el patrimoni per a poder pagar als creditors. El 1815, Antònia Mestres va recomprar les instal·lacions i reprendre la producció, i el 1818 ja hi havia 83 treballadors. El 1824, Francesc Ribas i Mestres va demanar permís per a obrir-hi un balcó i tapiar-hi un altre; el 1826, per a reparar la façana, a càrrec del mestre de cases Antoni Bosch, i novament el 1827 per a aixecar-hi un tercer pis, segons el projecte del mestre de cases Pau Cortès. El 1833, va demanar novament permís per a reformar la casa-fàbrica al carrer de la Victòria, segons el projecte del mestre d'obres Josep Nolla. Segons el Padró General de fabricants del 1829, la fàbrica tenia 6 taules de pintar i un cilindre mogut per mules.
El 1834, va constituir una societat amb els seus fills Francesc i Antoni Ribas i Jordà, on ell quedaria com a administrador i Francesc seria el fabricant, encarregant-se del cotó i els colors. El 1843, va adquirir en emfiteusi a les monges de Sant Pere de les Puel·les unes cases veïnes als carrers de Sant Pere Mitjà i Sant Pere Més Alt, i va morir l'any següent, deixant la fàbrica en usdefruit a la seva vídua Margarida Jordà, i la direcció a càrrec del seu fill Francesc, sota la raó social Vídua i hereu de Francesc Ribas i Cia. Segons l'inventari, hi havia una màquina d'estampar amb 36 corrons, una tondosa i una assecadora, i van adquirir unes «perrotines», que permetien estampar a quatre colors. El 1846, i d'acord amb l'edicte del 10 d'abril, Francesc Ribas i Jordà va presentar els plànols per a legalitzar-ne les instal·lacions, signats per l'arquitecte Josep Casademunt. El 1849, va demanar permís per a instal·lar-hi una màquina de vapor de 6 CV.
El 1870, els germans Ribas i Jordà incorporaren el seu nebot Francesc Folch i Ribas a la societat Successors de Francesc Ribas i Cia, i posteriorment, hi entraren altres familiars, com Joan Miquel (de naixement Miquel Andreu Joan) Bertrand i Cortalé (La Roca d'Albera, 1818- Barcelona, 1893), casat amb la filla d'Antoni, Cristina Ribas i Esteva, i germà de Manuel Bertrand i Cortalé i oncle de Manuel Bertrand i Salsas, també fabricants.
Antoni Ribas morí el 1876 i Francesc ho feu el 1884, i finalment, la societat es dissolgué el 1887. El 1888, Joan Miquel Bertrand va contractar per 205.000 pessetes l'arquitecte Eduard Mercader per a enderrocar la casa-fàbrica i construir-hi tres edificis d'habitatges, actualment catalogats com a bé amb elements d'interès (categoria C).

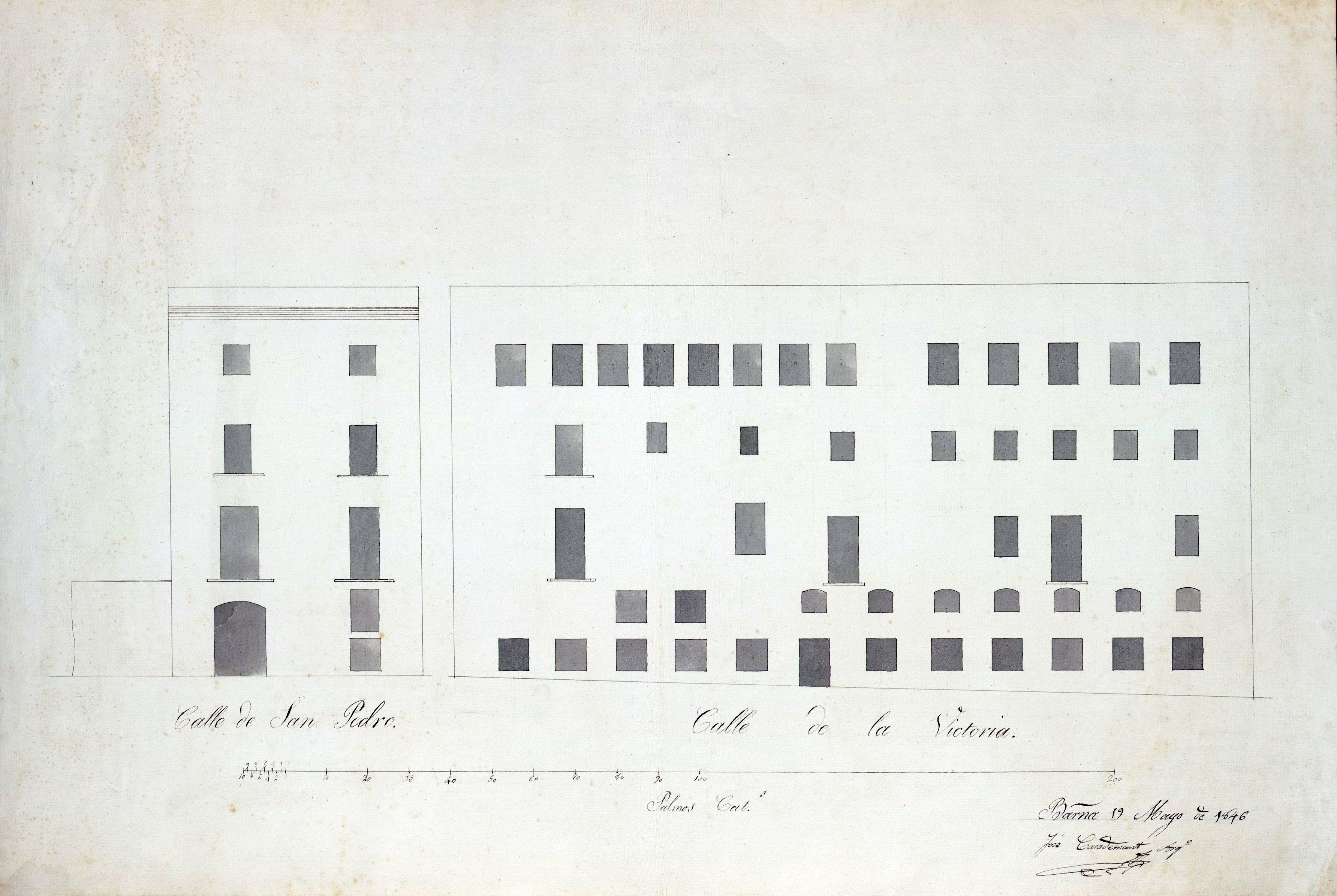
Façanes de la casa fàbrica de Francesc Ribas als carrers de Sant Pere Més Alt i de la Victòria (1846)

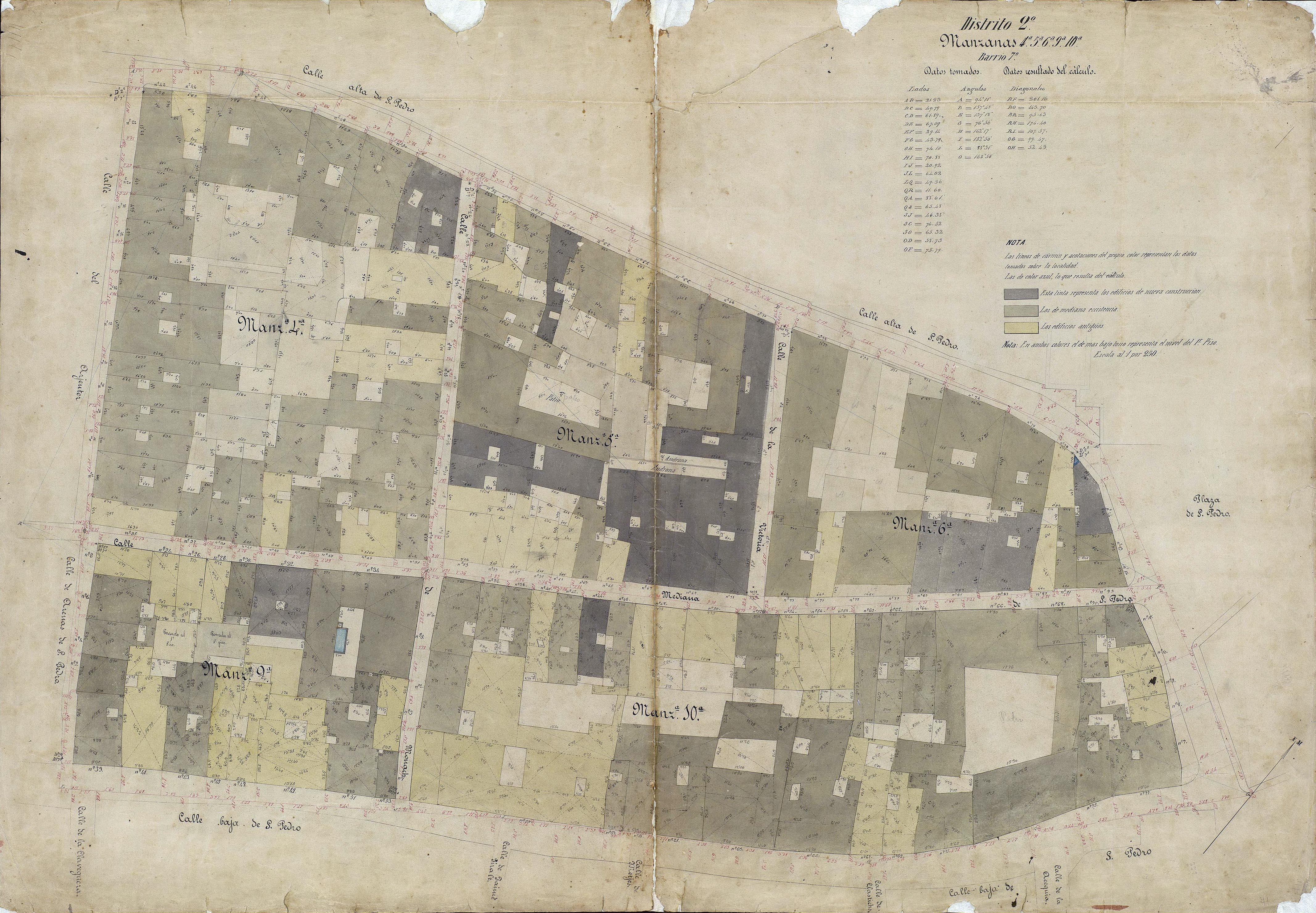
Quarteró núm. 41 de Garriga i Roca (c. 1860)

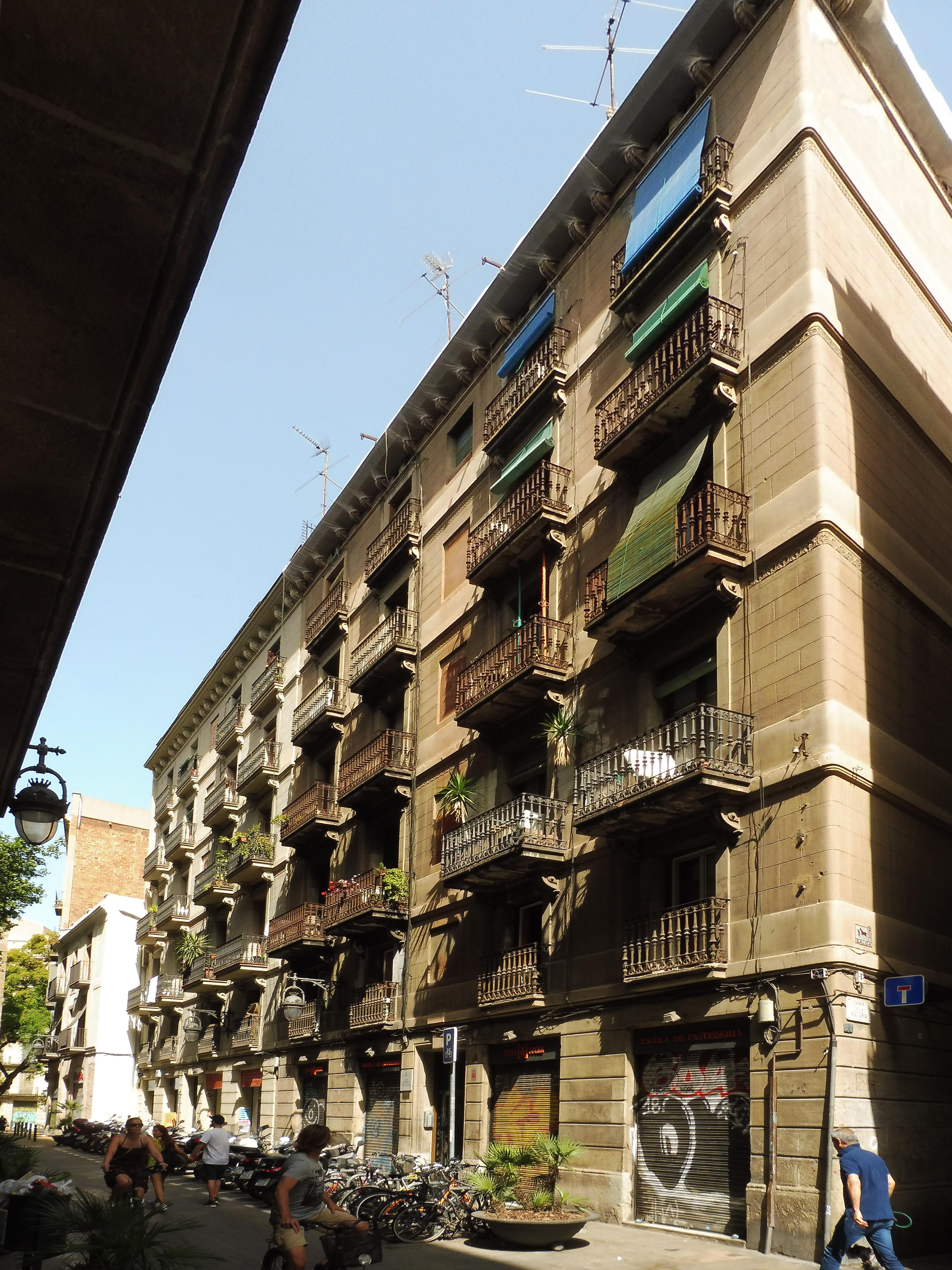
Cases Joan Miquel Bertrand al carrer de Sant Pere més Alt